# František Dostalík
František (Fraňo) Dostalík (27. února 1896 Málinec – 14. října 1944 Bratislava) byl slovenský hudební skladatel.

## Život
Po absolvování učitelského ústavu v Lučenci se stal učitelem v Prievidzi a varhaníkem v Sebedraží. Od roku 1917 byl varhaníkem v Turčianském Svätém Martině. V letech 1919–1921 studoval skladbu a dirigování na konzervatoři v Brně (mimo jiné i u Leoše Janáčka. Dále působil jako regenschori v Banské Bystrici. Od roku 1923 byl profesorem hudby a zpěvu na Učitelském ústave ve Spišské Kapitule a od roku 1927 na městské hudební škole a na učitelském ústavu v Bratislavě.
Věnoval se komorní hudbě a sbíral lidové písně. Vydal všeobecnou nauku o hudbě pro učitelské ústavy v maďarštině. Zabýval se čtvrttónovou hudbou a propagoval dílo B. Bartóka a Aloise Háby. Zkomponoval dvě opery, které se však nedochovaly.

## Dílo

### Opery
- Radúz a Mahuliena op. 10 (podle Julia Zeyera, 1926)
- Herodes a Herodias (podle P. O. Hviezdoslava, 1927)

### Orchestrální skladby
- Symfónia (fragment, 1944)
- Bagatela op. 20 (1931)
- Cvrčok na ohnisku op. 20 (1929)

### Komorní skladby
- Toccata pro klavír (fragment, 1944)
- Sonáta č. 5 Dórická pro housle a klavír (1929)
- Sonatína pro klavír (1928, rev. 1940)
- Tri dunajské bagately pro klavír (1927)
- Sonáta č. 4 C dur op. 13 pro housle a klavír (1927)
- Sonáta č. 3 op. 11 pro housle a klavír (1926)
- Sonáta č. 2 D dur op. 8 pro housle a klavír (1925)
- Sonáta č. 1 G dur, lýdická op. 1 pro housle a klavír (1923)

### Sbory
- Prosba vtáčkov (text Ľ. Podjavorinská, 1944)
- Slovensko moje (1937)
- Cantate Dominum canticum novum (1936)
- Naša vlasť (1936)
- Večný Rím (1927)
- Päť zborov na ľudovú poéziu op. 9 (1925)
- Šesť zborov op. 6 (text M. Rázus, 1925)
- Nox et solitudo op. 12 (text Ivan Krasko, 1925)
- Dva zbory op. 2 (text Svetozár Hurban-Vajanský, 1923)

### Melodramy
- Na úhoroch (1929)
- Na Bradle op. 16 (text Martin Miloš Braxatoris, 1928)
- Zuzanka Hraškovie (text P. O. Hviezdoslav, 1927)
- Zakliata dcéra (text lidový, 1927)